# Berners Street Hoax

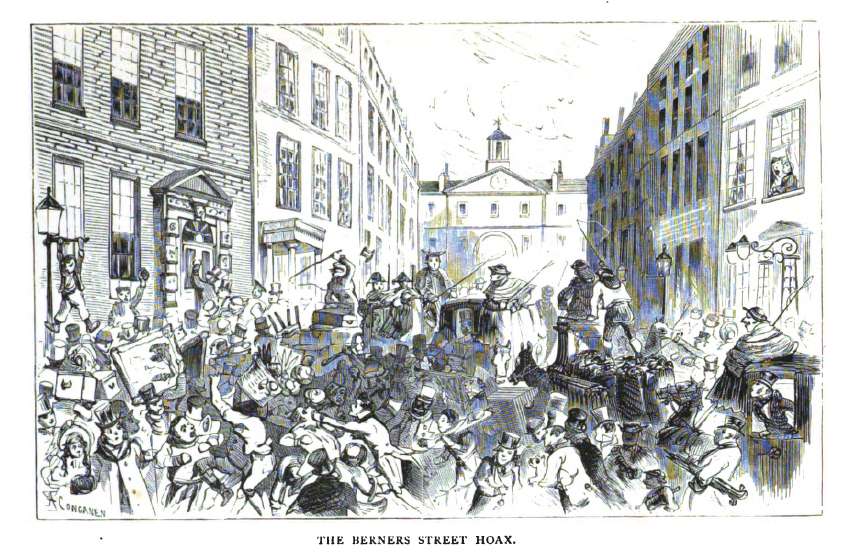
The Berners Street Hoax. Lithographie von Alfred Concanen, 1883

Der Berners Street Hoax war ein Streich des britischen Schriftstellers und Satirikers Theodore Hook, den er am 27. November 1810 in der Berners Street in der Londoner City of Westminster verübte. Opfer war eine Mrs. Tottenham, die an diesem Tag von hunderten Händlern, Lieferanten, Stadtbediensteten und Honoratioren aufgesucht wurde. Das Haus 54 Berners Street wurde so wie von Hook vorhergesagt innerhalb weniger Stunden zu einer der berühmtesten Adressen Londons. Der Berners Street Hoax fand weite Beachtung in der britischen Presse und zählt zu den bekanntesten Hoaxes des 19. Jahrhunderts. Hook fand zahlreiche Nachahmungstäter, nach seinem Tod wurde der Hoax aber als gelungener Scherz verklärt.

## Der Hoax

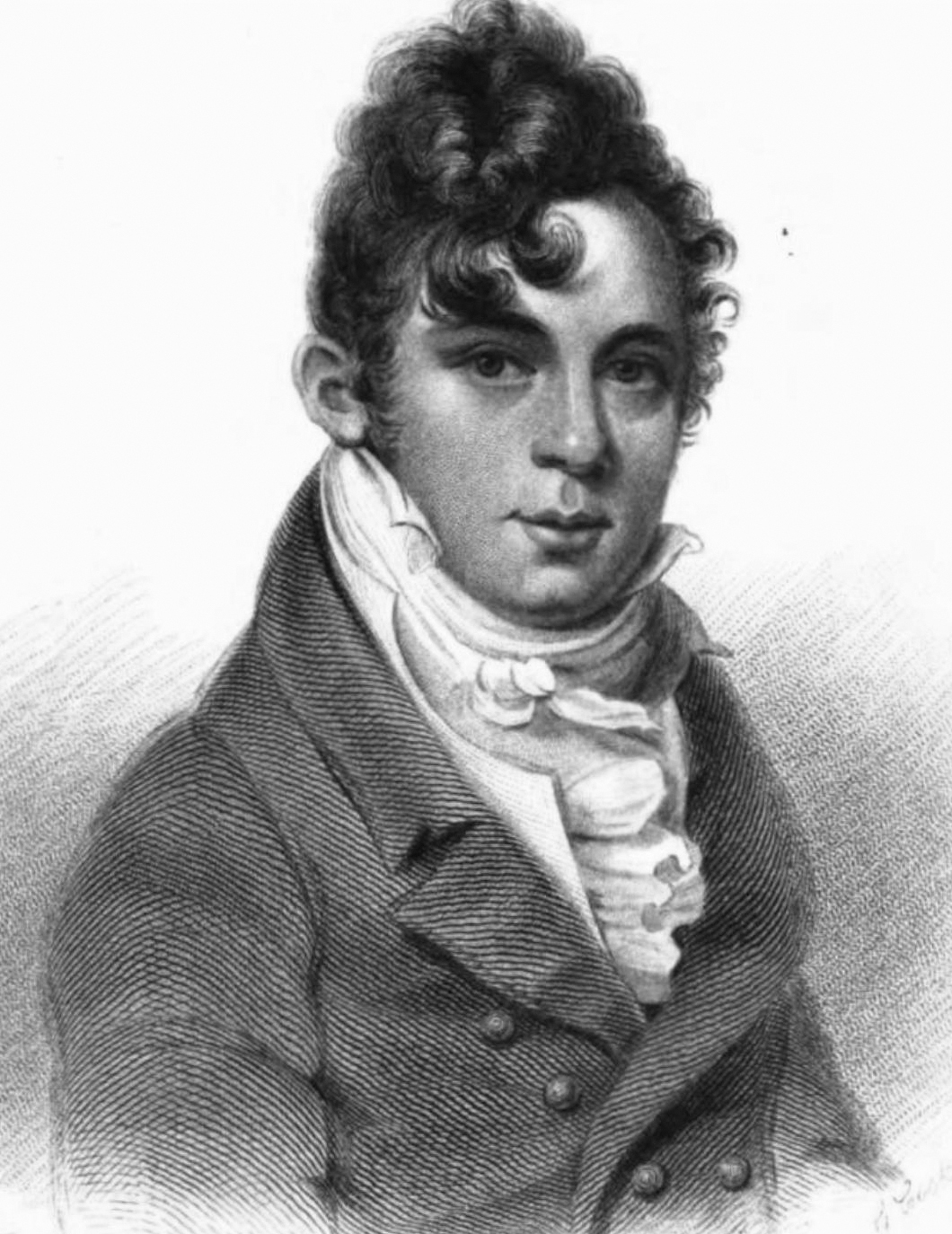
Theodore Hook, um 1810

Ausgangspunkt des Berners Street Hoax war eine Wette zwischen dem Schriftsteller Theodore Hook und dem Architekten und Schriftsteller Samuel Beazley im November 1810. Bei einem Spaziergang kamen beide an dem Haus Nummer 54 in der Berners Street vorbei. Gemäß der von John Gibson Lockhart überlieferten Anekdote behauptete Hook, dass er das Haus zur bekanntesten Adresse in ganz London machen könne. Hook bot Beazley eine Guinee als Wetteinsatz, und dieser nahm die Wette an.
In den folgenden Wochen verfasste Hook tausende von Briefen, in denen er sich als Mrs. Tottenham, die Bewohnerin von 54 Berners Street, ausgab. In ihrem Namen schrieb Hook Handwerker, Lieferanten und Behörden an und bestellte alle für den gleichen Tag ein.
Am frühen Morgen des 27. November 1810 bezogen Hook und seine Freunde eine Wohnung gegenüber von Mrs. Tottenhams Haus und beobachteten das Geschehen. Als erster klopfte ein Schornsteinfeger an die Hintertür von 54 Berners Street. Das Hauspersonal schickte ihn aber nach Hause, da kein Schornsteinfeger bestellt worden sei. Bald fanden sich elf weitere Schornsteinfeger ein, die behaupteten, ebenfalls von Mrs. Tottenham beauftragt worden zu sein, die Schornsteine zu reinigen. Noch während die Bediensteten das Missverständnis zu lösen versuchten, wurden Dutzende Wagenladungen Kohle angefahren. Es folgten mehrere Konditoren, die bestellte Hochzeitstorten ablieferten, Bestatter, die maßgefertigte Särge mitbrachten, Pfarrer von allen benachbarten Kirchengemeinden und rund 40 Fischhändler. Sechs wohlbeleibte Männer transportierten eine Orgel, hinzu kamen mehrere Dutzend Klaviere, die ebenfalls angeliefert wurden. Ärzte und Zahnärzte, Schuhmacher, Juweliere, Optiker, Kunstmaler, Perückenmacher, Kerzenzieher, Klavierstimmer, Bäcker und Fleischer wurden gleichfalls in Dutzenden einbestellt. Die Berners Street füllte sich schnell mit Hunderten von Händlern und Lieferanten, die ihre Waren wie bestellt abliefern wollten. Hinzu kamen zahlreiche Schaulustige, die mit großem Gelächter die chaotischen Zustände bestaunten.
Als schließlich am Nachmittag der einbestellte Lord Mayor of London in der Berners Street eintraf, erkannte dieser den Ernst der Lage und fuhr direkt zur Polizeistation in der Great Marlborough Street weiter. Jeder verfügbare Polizist wurde zur Berners Street abberufen, um den Zugang zur Straße abzuriegeln. Die Polizei wurde aber von Hunderten stellensuchenden Bediensteten überrannt, die wie aufgefordert um 17 Uhr zu einem Vorstellungsgespräch bei Mrs. Tottenham erschienen. Erst in den Abendstunden löste sich der Menschenauflauf langsam auf.
Neben dem Lord Mayor of London wurden weitere Honoratioren von Hook zur Berners Street gebeten. Berichten zufolge fanden sich der Governor der Bank of England, der Vorsitzende der Britischen Ostindien-Kompanie sowie der Duke of Gloucester bei Mrs. Tottenham ein.
Die Londoner Polizei nahm Ermittlungen gegen den unbekannten Verursacher des Massenauflaufs in der Berners Street auf. Viele Briefe wurden sichergestellt und in den britischen Zeitungen veröffentlicht. Zur Ergreifung des Täters wurde eine Belohnung ausgesetzt. Es gelang aber zunächst nicht, Hook als den Täter zu identifizieren. Dieser hatte sich für einige Tage aufs Land zurückgezogen, um dort seinen Triumph im Stillen zu genießen.
Erst 1812 wurde Theodore Hook in einem Artikel des Magazins The Satirist or Monthly Meteor als mutmaßlicher Urheber des Berners Street Hoax bezeichnet. 1835 bekannte sich Hook schließlich öffentlich in seinem autobiographischen Roman Gilbert Gurney zu dem Hoax.

## Rezeptionsgeschichte

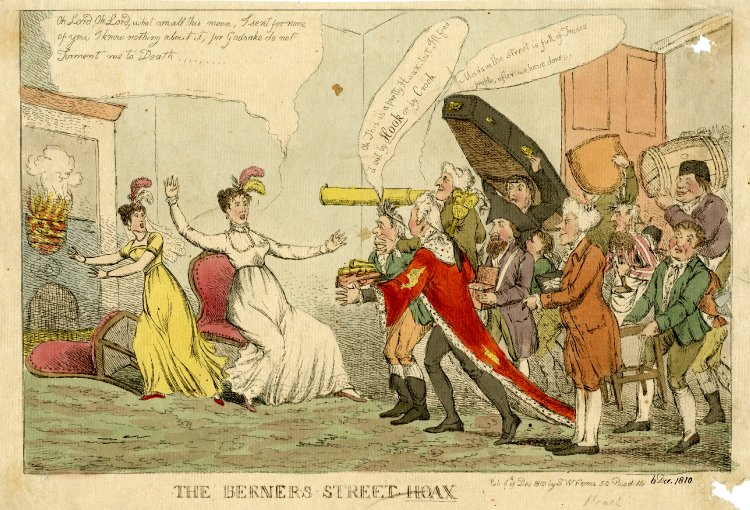
Zeitgenössische Karikatur zum Berners Street Hoax von William Heath

Der Berners Street Hoax sorgte 1810 für großes Aufsehen in London und wurde ausführlich in den britischen Tageszeitungen beschrieben. Auch in den Jahrbüchern von 1810 wie The Annual Register wurde das Ereignis beschrieben. Anspielungen finden sich in zahlreichen Veröffentlichungen von 1810 und 1811, auch auf den Londoner Theaterbühnen wurde an den Hoax erinnert.
Nach Hooks Tod im Jahr 1841 wurden in den folgenden Jahren mehrere biografische Notizen über den berühmten Satiriker veröffentlicht. Der Berners Street Hoax fand in den meisten Biografien Erwähnung, obwohl Hook sich erst recht spät als Urheber des Streiches zu erkennen gegeben hatte. In diesen Biografien wurden die Umstände der Wette, die zum Streich führte, seine Vorbereitung und seine Ausführung immer weiter ausgeschmückt. So deutete Richard Harris Dalton Barham an, dass Hook bewusst Honoratioren wie den Duke of Gloucester in seinen Streich einbezogen und ihr Erscheinen bei Mrs. Tottenham dadurch erzwungen habe, dass er die Weitergabe pikanter Details aus ihrem Privatleben androhte. Diese Ehrenmänner seien die eigentlichen Opfer Hooks gewesen, der ganze Hoax sei somit als eine Art politischer Satire zu verstehen.
Der Berners Street Hoax geriet auch Jahrzehnte nach Hooks Tod nicht in Vergessenheit. Dazu trugen auch viele Nachahmer bei. Bereits wenige Wochen nach den Ereignissen in der Berners Street wurde ein Mr. Samuels Opfer eines ähnlichen Streiches. In vielen englischen Städten und sogar in Paris wurde der Berners Street Hoax „ad nauseam imitiert“.
Auch 200 Jahre später wird der Berners Street Hoax noch immer als eines der bekanntesten Beispiele für britische Exzentrik betrachtet. 2009 bezeichnete der britische Historiker Justin Pollard Hooks Streich als den berühmtesten Hoax seiner Zeit.
An der Stelle von 54 Berners Street befindet sich heute das renommierte Sanderson Hotel.